# Femmes Femmes
Pour plus de détails, voir Fiche technique et Distribution.
Femmes Femmes  est un film français de Paul Vecchiali sorti en 1974.

## Synopsis
Deux comédiennes ratées et vieillissantes vivent leurs rêves de gloire dans un appartement donnant sur le cimetière du Montparnasse et tapissé de photos de stars des années 1930 : en compagnie de bouteilles d'alcool, elles jouent la comédie jusqu’à plus soif.

## Fiche technique
- Titre : Femmes Femmes
- Réalisation : Paul Vecchiali, assisté de Guy Cavagnac
- Scénario : Noël Simsolo, Paul Vecchiali
- Photographie : Georges Strouvé
- Son : Antoine Bonfanti
- Montage : Paul Vecchiali
- Musique : Paul Vecchiali
- Sociétés de production : Unité Trois, Stephan Films
- Pays de production :  France
- Langue : français
- Genre : comédie dramatique
- Durée : 120 minutes
- Date de sortie :
  - France : 27 novembre 1974

## Distribution
- Hélène Surgère : Hélène
- Sonia Saviange : Sonia
- Michel Delahaye : le docteur
- Noël Simsolo : Ferdinand
- Michel Duchaussoy : Lucien
- Jean-Claude Guiguet : le courtier
- Henri Courseaux : Antonin Barié
- Jean Pommier : Julien
- Charles Level : le livreur
- Marcel Gassouk : Victor
- Huguette Forge : cliente
- Liza Braconnier : la femme de Julien
- Claire Versane : l'épicière
- Dominique Erlanger : une cliente du bistrot
- Claudine Daubisy : une prostituée
- Pierre Lose : un flic
- Séverine Vincent : l'enfant